# 持月玲依
持月 玲依（もちづき れい、1986年7月9日 - ）は、日本の女性声優。アクロスエンタテインメント所属。愛知県出身。

## 来歴
子供のころはテレビアニメ『美少女戦士セーラームーン』、『幽☆遊☆白書』のファンで、洋画の吹き替えも好きだった。そこから、声だけで皆を喜ばせることができる声優のすごさに感銘を受けて、声優を目指すようになった。
日本ナレーション演技研究所を経て、2010年からアクロス エンタテインメントに所属。預かり期間を経て、本所属となる。事務所では声優ユニット「瞬間リアライズ」を西口杏里沙、夏日凜子らと組んでいる。
2011年、テレビアニメ『戦国乙女〜桃色パラドックス〜』で声優デビュー。さらに、同作品内では明坂聡美、國立幸、伊瀬茉莉也らとともにユニット「天下取り隊」を結成し、5月18日にはCDをリリースした。
インターネットテレビ『2.5次元てれび』では、ゲームリポート、グルメリポートを主に担当している。

## 人物
趣味・特技は新舞踊、作詞、ひよこくちびる。

## 出演
太字はメインキャラクター。

### テレビアニメ
2011年
- 戦国乙女〜桃色パラドックス〜（今川ヨシモト）
- 戦国☆パラダイス -極-（甲斐姫）
- Zoobles!（クルー・アリア、エイミー）
- 夏目友人帳 参（カップルの女、石を手渡す女子生徒）
- ペルソナ4（女子B）
- メタルファイト ベイブレード 4D（クリスの仲間B）
- ロウきゅーぶ!（2011年 - 2013年、生徒B、部員F、橘百江） - 2シリーズ
- 遊☆戯☆王ZEXAL（2011年 - 2013年、神月アンナ） - 2シリーズ

2012年
- あらしのよるに 〜ひみつのともだち〜（小鳥1）
- さんかれあ（仲代珠里）
- それいけ!アンパンマン（コン太）
- 超速変形ジャイロゼッター（2012年 - 2013年、向井アキラ）

2013年
- 大人女子のアニメタイム 「夕餉 山田詠美」（妹）
- ストライク・ザ・ブラッド（築島倫）
- 超次元ゲイム ネプテューヌ THE ANIMATION（暴徒C）
- とある科学の超電磁砲S（ガイド、ジャッジメント〈女〉、桜井純）
- 凪のあすから（村里絵子、お天気姉さん）
- WHITE ALBUM2（羽月）
- ゆゆ式（女子生徒2）

2014年
- ノブナガン（セリーナ・アザレンカ、メアリー、アナウンサー、放送）
- 魔法少女大戦（モブ息子）

2015年
- ガンスリンガー ストラトス（どぐま）
- モンスター娘のいる日常（ゾンビーナ）

2017年
- このはな綺譚（菖）

2018年
- サンリオ男子（女子）

2020年
- マギアレコード 魔法少女まどか☆マギカ外伝（箏曲部部員）

### 劇場アニメ
- マクダルのカンフーようちえん（英語版）（2012年、ひつじ）
- 映画 妖怪ウォッチ シャドウサイド 鬼王の復活（2017年、町人B）

### OVA
- 名探偵コナン えくすかりばあの奇跡（2012年、レイジ）
- To LOVEる -とらぶる- ダークネス（2013年、メダQ）- コミックス第9巻限定版に付属
- モンスター娘のいる日常（2016年 - 2017年、ゾンビーナ[8]）- コミックス第11、12巻OAD付き特装版
- ストライク・ザ・ブラッド III（2019年、築島倫）

### Webアニメ
- 爆丸エボリューションズ（2022年 - 2023年、アテナ・モンド[9]）
- 爆丸レジェンズ（2023年、アテナ・モンド[10]）

### ゲーム
2010年
- クロスブレイブ

2011年
- 勇現会社ブレイブカンパニー（マリネ）
- 忍道2 散華（町娘）

2012年
- 機動戦士ガンダムSEED BATTLE DESTINY（カスタムパイロット）
- Glass Heart Princess（早希）

2013年
- XBLAZE CODE:EMBRYO（姫鶴ひなた）
- Glass Heart Princess:PLATINUM（早希）
- 幻獣姫（クリシュナ、ククルカン）
- 遊☆戯☆王ゼアル 激突!デュエルカーニバル!（神月アンナ）
- 魔法少女大戦 Lock On!（ヨシノ）

2014年
- 青春姫 SCHOOL PRINCESS（清野詩織）
- 刻のイシュタリア（ザフィエル、ネバァン）
- 魔法少女大戦 ZANBATSU（I＠ちくりん）

2015年
- XBLAZE LOST:MEMORIES（姫鶴ひなた）
- ウチの姫さまがいちばんカワイイ（探検姫レガシー・テイルズ）

2016年
- モンスター娘のいる日常オンライン（ゾンビーナ）

2018年
- アズールレーン（2018年 - 2021年、春月、宵月、アクィラ）
- ルナプリ from 天使帝國（ハンナ）

2019年
- クイズRPG 魔法使いと黒猫のウィズ（カフク・アバラヤ）
- アビス・ホライズン（扶桑、ニューオーリンズ、フィウメ）

2021年
- 遊戯王 デュエルリンクス（神月アンナ）

### ドラマCD
2011年
- 一騎当ちぇん!?（黄忠漢升）
- 超訳百人一首 うた恋い。（侍女）
- ヘタリア=ファンタジア3（女の子A）

2012年
- 戦国☆パラダイス-極- 第二巻 はんにゃもんにゃのドラマCD（甲斐姫）
- 「フルーツバスケット」音声入りまんがDVD〜旅立ちの日、再び〜（母親）
- 俺様ティーチャー（TVアナウンサー）
- ぱる高演劇部（安藤裕子）

### 吹き替え
- プロジェクト・ランウェイ第9シーズン（ローラ・キャスリーン）
- MAD MEN シーズン4（2010年、シンシア）
- BONES シーズン6（2011年、ケンカ女2）

### ラジオドラマ
- エフエム香川「Message」（弘子）
- TOKYO FM「あ、安部礼司」（あかね）

### デジタルコミック
- VOMIC「スターダスト★ウインク」（2011年、鈴井妃）
- 「フルーツバスケット」音声入りまんがDVD〜旅立ちの日、再び〜（2012年、母親） - 『花とゆめ』24号応募者全員サービス
- J:COM オン デマンド・ビデオパス モーションコミック「虎と狼」（2013年、鳥沢美以[20]）
- J:COM オン デマンド・ビデオパス モーションコミック「ヒロイン失格」（2014年、安達未帆[20]）
- J:COM オン デマンド・ビデオパス モーションコミック「ミックスベジタブル」（2014年、明日葉花柚[20]）

### 映画
- 縁-enishi-（2011年、チヒロ）

### 舞台
- タンバリンプロデューサーズ「怪し会〜4肆〜 怪談朗読を肴に旨い日本酒を舐める会」（2011年9月1日 - 4日、密蔵院）
- Yプロジェクト「デジャブの春」
- 朗読劇 涙箱（RUIBAKO）〜涙腺崩壊、暗転で涙を拭ってください〜（2019年8月9日 - 12日）- 記者、ヒカリの親友ユイ、主人公・凜子

### Web番組
- 2.5次元てれび（2.5次元てれびWebサイト内：2012年6月28日 - ）
- 2.5次元あうと（2.5次元てれびWebサイト内：2013年2月7日 - ）

### 映像商品
- 戦国乙女歌謡祭〜「宴会乙女」DVD〜（2011年11月2日）

### ラジオCD
- ラジオCD「戦国乙女〜ラジオパラドックス〜」（2011年10月28日）

### ナレーション
- 「ラストゲーム最後の早慶戦」試写会影ナレ（九段会館にて）
- スケッチャーズ トゥインクルトゥー（TVCM）
- カウゾー（ラジオCM、2014年）
- 地獄先生ぬ〜べ〜の秘密を暴く!生徒が丸ちゃんに下剋上SP
- 名探偵コナン放送開始記念!コナンが100倍楽しくなるテレビ!
- 学校のカイダン名スピーチ一挙大公開SP！
- ワイルド・ヒーローズ〜ワイルド・ヒロインズ〜
- 花咲舞がこの夏も黙ってないSP!
- テレビドラマ『トドメの接吻』（2018年）

## ディスコグラフィ

### キャラクターソング
| 発売日  | 商品名                                                                | 歌                                                                                                   | 楽曲                   | 備考                                                     |
| 2011年  | 2011年                                                                | 2011年                                                                                               | 2011年                 | 2011年                                                   |
| ------- | --------------------------------------------------------------------- | --- | ---------------------- | -------------------------------------------------------- |
| 5月18日 | SENGOKU GROOVE                                                        | 徳川イエヤス（明坂聡美）今川ヨシモト（持月玲依）、武田シンゲン（國立幸）、上杉ケンシン（伊瀬茉莉也） | 「天下取りたい」       | テレビアニメ『戦国乙女〜桃色パラドックス〜』関連曲       |
| 6月15日 | 戦国乙女♥宴たけなわ                                                   | 今川ヨシモト（持月玲依）                                                                             | 「恋は刹那の夢ですわ」 | テレビアニメ『戦国乙女〜桃色パラドックス〜』関連曲       |
| 2015年  |                                                                       | |                        |                                                          |
| 8月19日 | Hey!スミス!!                                                          | 墨須 with M.O.N                                                                                      | 「Hey!スミス!!」       | テレビアニメ『モンスター娘のいる日常』エンディングテーマ |
| 8月19日 | Hey!スミス!!                                                          | M.O.N and 墨須                                                                                       | 「MONのテーマ」        | テレビアニメ『モンスター娘のいる日常』関連曲             |
| 2016年  |                                                                       | |                        |                                                          |
| 8月17日 | 『モンスター娘のいる日常』EVERYDAY LIFE WITH MONSTER GIRLS BEST ALBUM | ゾンビーナ（持月玲依）                                                                               | 「立チ上ガレ！」       | テレビアニメ『モンスター娘のいる日常』関連曲             |

### その他参加楽曲
| 発売日         | 商品名           | 歌             | 楽曲              | 備考                                                           |
| -------------- | ---------------- | -------------- | ----------------- | -------------------------------------------------------------- |
| 2011年5月18日  | 陽炎-kagerou-    | 天下取り隊     | 「陽炎-kagerou-」 | テレビアニメ『戦国乙女〜桃色パラドックス〜』オープニングテーマ |
| 2011年5月18日  | 陽炎-kagerou-    | 天下取り隊     | 「熱き矢の如く」  | テレビアニメ『戦国乙女〜桃色パラドックス〜』エンディングテーマ |
| 2011年12月31日 | 六軒島夜会       | 持月玲依       | 「エピローグ」    | 『うみねこのなく頃に』同人イメージ曲                           |
| 2014年3月26日  | 瞬間リアライズ！ | 瞬間リアライズ |                   |                                                                |

### シリーズ一覧
1. ↑  第1期（2011年）、第2期『SS』（2013年）
2. ↑  第1期（2011年）、第2期『II』（2013年）

### ユニットメンバー
1. ↑  墨須（小林ゆう）、マナコ（麻倉もも）、ティオニシア（久保ユリカ）、ゾンビーナ（持月玲依）、ドッペル（大西沙織）
2. ↑  明坂聡美、伊瀬茉莉也、國立幸、持月玲依
3. ↑  持月玲依、西口杏里沙、夏日凜子